# Marie Corridon
Marie Louise Corridon (født 5. februar 1930 i Washington DC, død 26. maj 2010 i Norwalk, Connecticut) var en amerikansk svømmer, som deltog i de olympiske lege 1948 i London.

## Svømmekarriere
Corridon lærte at svømme i The Longshore Club i Westport, Connecticut som blot femårig. Hun var blot atten år gammel, da hun deltog i OL 1948 i London, hvor hun stillede op i 100 m fri individuelt, hvor hun nåede semifinalen. Hun stillede desuden op i 4 × 100 m fri sammen med Thelma Kalama, Brenda Helser og Ann Curtis. I indledende heat blev amerikanerne nummer to efter Danmark, der sammen med Nederland var favoritter. I finalen var det da også disse to nationer, der kæmpede om at føre på de første tre ture, men Curtis på sidsteturen fik efterhånden indhentet Nederland med 15 m tilbage, og med en solid spurt fik hun akkurat slået Fritze Nathansen, så amerikanerne vandt guld i olympisk rekordtid på 4.29,2 minutter, 0,4 sekund foran Danmark på andenpladsen, mens Nederland fik bronze.
Corridon vandt desuden to amerikanske amatørmesterskaber i 1948 og 1950 i 100 yards fri på kortbane.

## Videre karriere
Corridon blev gift og fik syv børn, hvoraf flere også dyrkede konkurrencesvømning. Selv arbejdede hun en periode som assistent for Avery Brundage, der var præsident for den amerikanske olympiske komité og 1952-1972 præsident for den internationale olympiske komité. Senere blev hun sekretær for ledelsen på Walter Reed Army Hospital, inden hun vendte tilbage til Connecticut, hvor hun arbejde med public relations på Norwalk Hospital.

## OL-medaljer
- 1948:  Guld i 4 x 100 meter fri (USA)